# Srećko Nedeljković
Srećko Nedeljković (* 4. Dezember 1923 in Dragačevo, Königreich der Serben, Kroaten und Slowenen; † 2. Januar 2011 in Belgrad) war ein jugoslawischer, später serbischer Schachspieler und Mediziner.

## Schach
Nedeljković erlernte das Schachspiel im Alter von 13 Jahren von seinem älteren Bruder. 
Bei der jugoslawischen Meisterschaft 1948/49 wurde er jugoslawischer Meister. 1950 gewann er das internationale Turnier in Belgrad und wurde vom Weltschachbund FIDE mit dem Titel Internationaler Meister ausgezeichnet. Er war Mannschaftskapitän in den Schacholympiaden Moskau 1956, Havanna 1966 und Buenos Aires 1978.
Bei den Mannschaftseuropameisterschaften 1957 und 1961 erreichte er mit der jugoslawischen Mannschaft den zweiten Platz.
Als Trainer feierte Nedeljković ebenfalls Erfolge, etwa die Goldmedaille bei der Schacholympiade 1950 für die jugoslawische Mannschaft.

## Medizin
Nedeljković studierte an der Fakultät für Medizin in Belgrad, die er 1952 abschloss. 1959 wurde er dort Professor. Als Gründungsmitglied des Instituts für kardiovaskuläre Erkrankungen war er von 1959 bis 1987 Vorsitzender des Instituts. Er arbeitete dabei unter anderem mit Michael Ellis DeBakey zusammen. Nedeljković verfasste acht Bücher, 212 Artikel und 136 Referate.

## Privates
Nedeljković war der Ehemann der Schachmeisterin Verica Nedeljković. Er hatte zwei Söhne und einen Enkelsohn, die ebenfalls schachliche Erfolge vorweisen können.